# سید علی همدانی

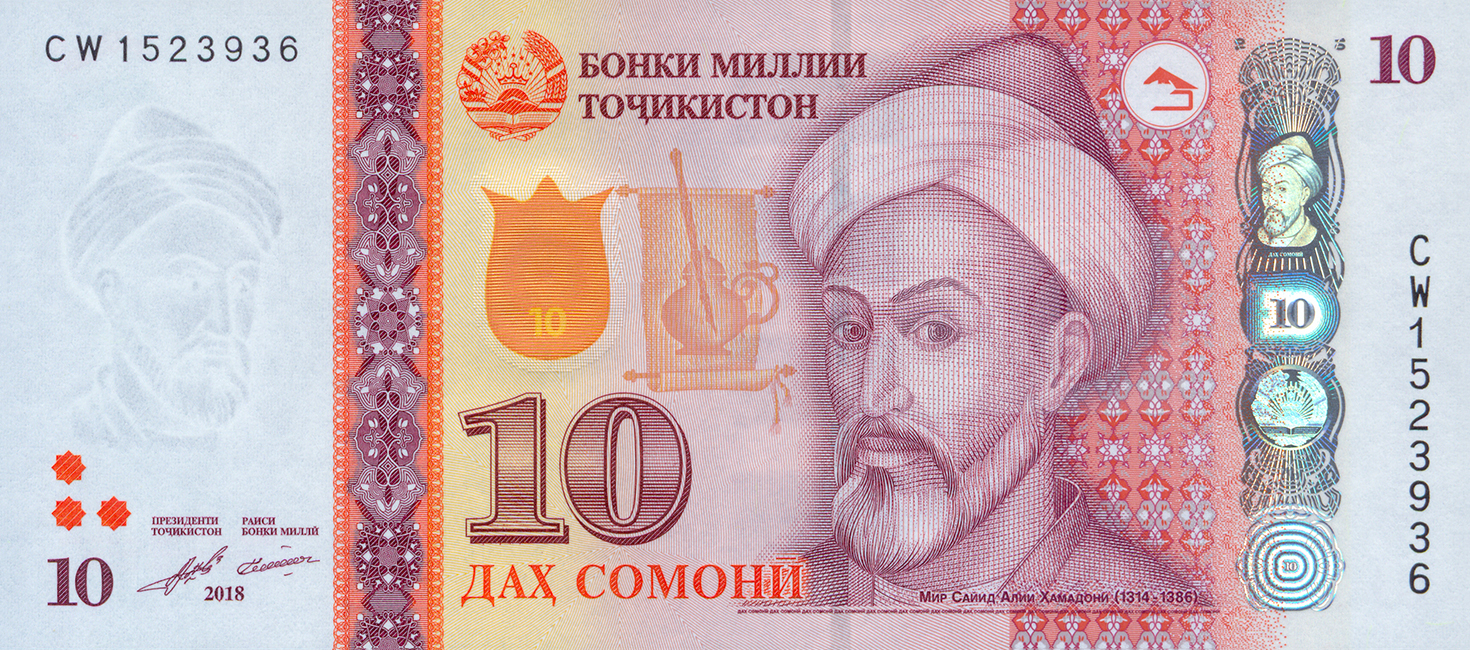
تصویر خیالی همدانی بر روی اسکناس ده سامانی تاجیکستان

امیر سید علی بن شهاب (۲۲ اکتبر ۱۳۱۴ – ۱۸ ژانویه ۱۳۸۵) معروف به میر سید علی همدانی، قطب سلسله ذهبیه، عالم و شاعر ایرانی قرن هشتم و از مبلغان عمده اسلام در کشمیر هند و از بزرگان سلسله کبرویه بود. بیش از ۱۱۰ اثر به وی منسوب است. از وی به عنوان «امیر کبیر»، «شاه همدان» و «حضرت علی ثانی» نیز نام برده شده‌است.
پدر وی حاکم همدان و از سادات حسینی بود. از او آثاری در علوم غریبه به‌جای مانده‌است.
وی را جد اعلای سید روح‌الله خمینی دانسته‌اند. 

## پیشینه
تذکره نویسان به‌اتفاق کامل نام او را علی دانسته‌اند و همین نام در آثار او هم ذکر شده و در اشعارش هم گاهی این نام را تخلص کرده‌است. البته در اشعار تخلص او علایی است. القاب معروف او «امیر کبیر»، «علی ثانی» و «شاه همدان» است و معمولاً به میر سید علی همدانی شهرت دارد.
چون پدرش سید شهاب‌الدین حاکم و امیر همدان بود، شاید بدین مناسبت علی همدانی را هم امیر می‌گفتند که مخفف آن میر است و بنا بر مقام شامخ و ممتاز او بعداً امیر کبیر نامیده شده‌است. ولی معمولاً سادات هم احتراماً میر و امیر و میرزا (میرزاده) گفته می‌شوند و باین مناسبت هم ممکن است که علی همدانی به امیر کبیر ملقب شده باشد.

## تبلیغ اسلام
وی برای تبلیغ اسلام سفرهای دریایی و زمینی مختلفی انجام داد از جمله: حجاز و سایر نقاط عربستان مشهد، اغلب شهرهای آسیای میانه، قفقاز، آذربایجان، سریلانکا، تبت، اما مهم‌ترین اثر وی در کشمیر ثبت شده‌است.
وی دو بار طی سال‌های به کشمیر سفر کرد و در محله‌ای بنام علاء الدین پوره در شهر سرینگر کنونی در کنار رودخانه جهلم مستقر شد. قطب الدین از سلسله شاهمیری بر آن منطقه حکومت می‌کرد. وی برای ساخت مدرسه دینی و کتابخانه‌ای در این منطقه اقدام کرد و هزاران نفر بدست وی به اسلام وارد شدند.

## ایام آخر زندگانی
علی همدانی در سال ۷۸۵ ه برای بار سوم به کشمیر ورود کرد و تا قسمتی از ماه ذیقعد ۷۸۶ه همان‌جا اقامت داشت و سپس از کشمیر به‌عزم مسافرت بیرون آمد. علت مسافرت سید را دو یا سه نوع نوشته‌اند: یکی اینکه به دلیل عدم سازش هوای کشمیر و کسالت مزاج می‌خواست بترکستان برود و بخطهٔ ختلان برسد دوم ایکه بعزم سفر حجاز یا حج بیت الله شریف در راه افتاده بود. وقائع بعدی نشان می‌دهد که سید به نیت حج یا عمره از کشمیر راه مسافرت در پیش گرفته بود و بظاهر آنموقع کسالت مزاج نداشته‌است زیرا در راه حاکم پاخلی ازو درخؤاست نمود که چند روز در ولایت از بماند و مشتاقان را از صحبت‌های خود فیوض و فوائد به بخشد. سید خواهش او را پذیرفته و تا ده روز مردم را از میامن صحبت خود مستفیض ساخته‌است. سپس او مسافرت خود را دنبال کرد و چندین مسافت را طی کرده بود که مریض شد و بعد از پنج روز بیماری فوت کرد. با در نظر گرفتن مسافت طولانی از کشمیر تا حرم کعبه اصولاً نمی‌توان باور کرد که کسی بصورت عادی و پیاده در بیست روز این مسافت را طی کرده باشد (یعنی ده دوازده روز ذیقعد و عشرۂ اول ذیحجه) بلکه چنانچه دیدیم، علی همدانی ده روز در پاخلی اقامت کرده‌است و اول ذیحجه از آنجا مسافرت خود را دنبال کرده‌است. پس مقصود مسافرت و سفر حجاز بوده‌است و نه گزاردن حج. البته اگر عزم عمره داشتد باشد موجب اشکال نمی‌گردد.

## درگذشت
تاریخ وفات علی همدانی محققا شب چهارشنبه ۶ ذیحجه ۷۸۶ه می‌باشد. جعفر بدخشی می‌نویسد شب چهارشنبه ۶ ذیحجه ۷۸۶ه علی همدانی تانیم شب یا الله یا رفیق یا حبیب می‌گفت و بعد از آن داعی اجل را لبیک گفت اِنَّا لِلّٰهِ وَ اِنَّاۤ اِلَیْهِ رٰجِعُوْنَ.

مزار وی هم‌اکنون در کولاب، تاجیکستان امروز زیارتگاه است و بنای آن از امیر تیمور گورکانی است. این مزار یک اتاق بزرگ و نُه حجرۂ کوچک دارد و قبر میر سید علی در وسط اتاق بزرگ قرار دارد و مجموعاً از خانوادۂ میر سید علی همدانی، از جمله فرزند و خواهر دیگر مراقبان و خادمان او ده نفرند؛ و در نزدیکی مزار میر سید علی یکی از نواده‌های امیر تیمور گورکانی به نام توارلین هم مدفون است.

## آثار
میر سید علی همدانی یکی از صوفیهٔ کبار است که دارای آثار زیاد می‌باشد. این سید فعال باوجود مسافر تهای متمادی، و فعالیتهای متعدد و گوناگون دیگر؛ مثلاً وعظ، و تبلیغ دین و ارشاد مریدان و کسب برای اکل حلال و ملاقات‌ها برای مشورت و راهبری پادشاهان و امیران. آثار زیاد و ارزنده ای به زبان فارسی و عربی از خود بیادگار گذاشته‌است. مجموعهٔ شعر او که محتوی چهل و یک غزل و نه رباعی و قطعه می‌باشد هم می‌تواند که آثاری ارزنده در ادبیات عرفانی و صوفیانه تلقی گردد. در تحایف الابرار (مطابق به جلد اول) تعداد کتب و رسائل سید را به صد و هفتاد رسانده‌است ولی ظاهراً این آمار دقیق نیست و جمع آثار منثور علی همدانی اعم از چاپی و خطی بالغ بر حدود صدوده کتاب و رساله می‌باشد و نگارندۂ کتاب فوق شاید مکتوبات مفصل علی همدانی را به‌عنوان آثار جداگانه ای از وی شمرده باشد و شایدهم بعضی از کتب و رسائل وی را که با نام‌های متعدد خوانده شده، چند بار به‌شمار آورده باشد.

در حدود هفتاد جلد کتاب و رساله از علی همدانی و نسخه‌های متعدد آنها مورد مطالعه و بروسی اینجانب قرار گرفته‌است. بعضی از کتب و رسائل سید در تهران موجود بوده و بعضی دیگر از کتابخانه‌های مختلف تهیه گردیده و به‌کوشش برای دریافت نسخ دیگر نیز ادامه می‌دهیم. و اما تصنیفات ایشان که از باطن منور و قلم کیمیا اثرش در این جهان منتشر است عبارتند از:
- ذخیرۃ الملوک
- مشارب الاذواق ـ شرح قصیدۂ خمریهٔ ابن فارض المصری
- سیر الطالبین
- حل مشکل
- فتوتیه ـ اوراد فتحیه
- آداب الطالبین
- همدانیه
- عقلیه
- انسان کامل ـ معروف به روح اعظم
- رساله ذکریه ـ به زبان فارسی
- مرآت الطالبین
- واردات غیبی و لطایف قدسی
- رساله در وجود مطلق
- رساله ده قاعده
- عقبات
- درویشیه
- چهل مقام
- رساله ای در معرفت
- شرح اسماءالله
- شرح فصوص الحکم
- اخبار المهدی
- مودۃ القربی که در تلو ینابیع المؤدۃ قندوزی به عربی
- اسرار النقطه
- رساله مشیت
- رساله منامیه
- رساله قدوسیه
- رساله اورادیه در بیان سفر سالک بسوی حق
- ـ مکتوبات امیریه[۱۶]
- داودیه ـ رساله در آداب و سیر اهل کمال[۱۷]
- رساله بهرامشاهیه ـ این رساله به التماس سلطان محمد بهرامشاه، حاکم بدخشان[۱۸]

## آثار هنری

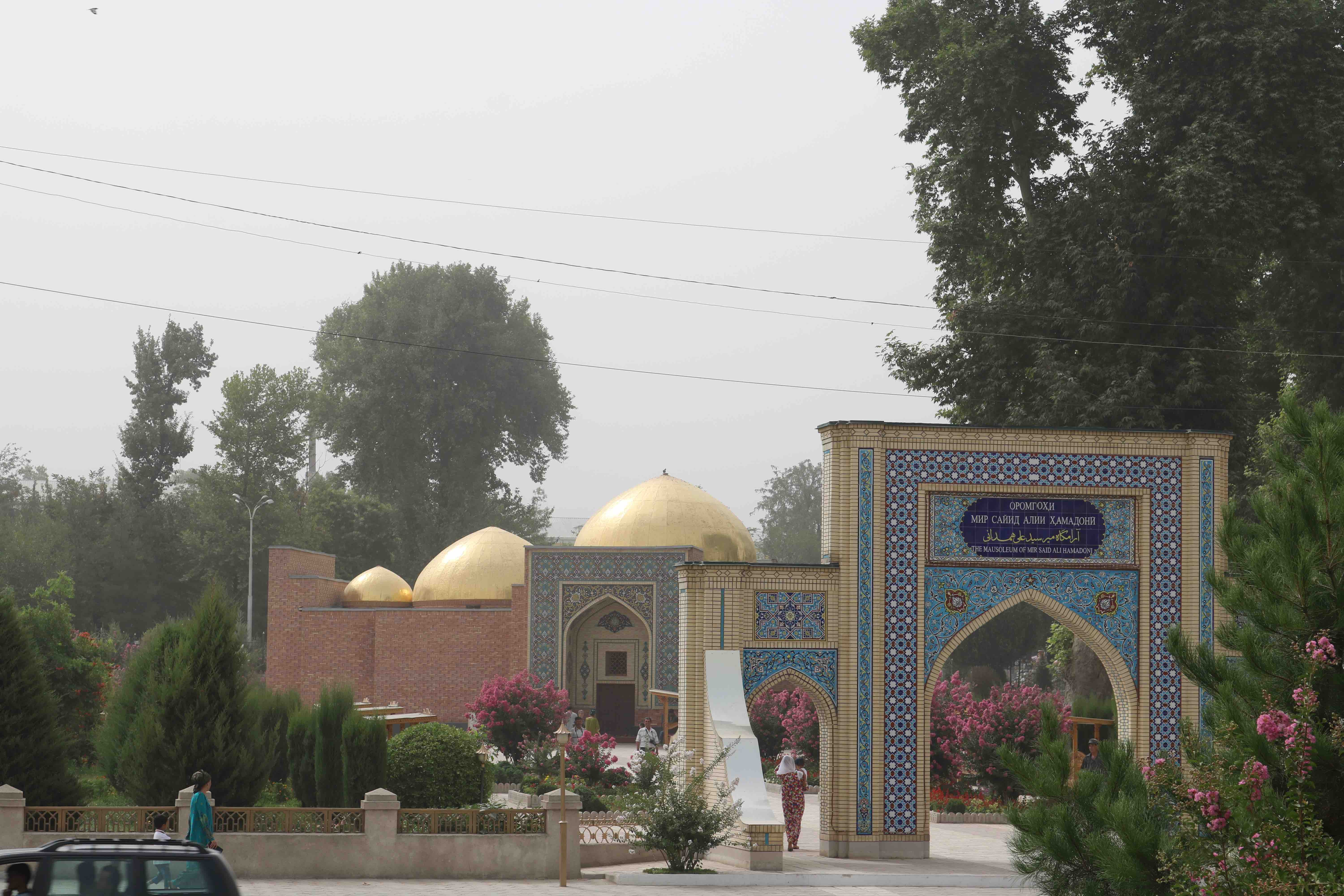
موزه میرسید علی همدانی در تاجیکستان

مهاجرت او و صدها تن دیگر از دروایش ایرانی پیروش و ایرانیان دیگر به کشمیر، موجب انتقال هنرهایی ایرانی همچون شالبافی، بافندگی، سفالگری و خوش‌نویسی شد.
وی که به قصد حج از کشمیر خارج شده بود، به دعوت حاکم پاخلی چند روزی آنجا اقامت گزید اما به دلیل بیماری در همان‌جا درگذشت. پیکرش را به ختلان (کولاب) جایی که مسجد و مدرسه‌ای احداث کرده بود منتقل کرده و به خاک سپردند.
وی همچنان در کشمیر و تاجیکستان هواداران فراوانی دارد. لقب شاه همدان در کشمیر به وی داده شده و هنوز هواداران او در «خانقاه مولا» یا «زیارتگاه شاه همدان» در کنار رود جهلم کشمیر حضور می‌یابند.
در تاجیکستان نیز خصوصاً پس از فروپاشی شوروی بیش از پیش مورد توجه قرار گرفت. تصویر و شعری از وی بر روی اسکناس‌های ۱۰ سامانی در این کشور آمده‌است.
| هر که ما را یاد کرد ایزد مر او را یار باد |  | هر که ما را خوار کرد از عمر برخوردار باد |
| هر که اندر راه ما خاری فکند از دشمنی      |  | هر گلی از باغ وصلش بشکفد بی خار باد      |
| در دو عالم نیست ما را با کسی گرد و غبار   |  | هر که ما را رنجه دارد، راحتش بسیار باد   |

اقبال لاهوری دربارهٔ وی سروده‌است:
| سید السادات، سالار عجم   |  | دست او معمار تقدیر امم       |
| تا غزالی درس ﷲ هو گرفت   |  | ذکر و فکر از دودمان او گرفت  |
| مرشد آن کشور مینو نظیر   |  | میر و درویش و سلاطین را مشیر |
| خطه را آن شاه دریا آستین |  | داد علم و صنعت و تهذیب و دین |
| آفرید آن مرد، ایران صغیر |  | با هنرهای غریب و دلپذیر      |
| یک نگاه او گشاید صد گره  |  | خیز و تیرش را به دل راهی بده |

از اشعار معروف میر سید علی همدانی که در مقبرهٔ ایشان به نمایش گذاشته شده‌است:
| پرسید عزیزی که علی اهل کجایی   |  | گفتم به ولایات علی کز همدانم      |
| نی زان همدانم که ندانند علی را |  | من زان همدانم که علی را، همه دانم |